# Poor Schmaltz
Poor Schmaltz è un film muto del 1915 diretto da Hugh Ford e sceneggiato da Mark Swan. Fu il primo film di Sam Bernard, uno dei più noti interpreti della commedia musicale dell'epoca che aveva creato il personaggio di Schmaltz, portandolo in scena già dal 1898. Tra gli altri interpreti, Robert Broderick, Conway Tearle, Dick Bernard, Ruby Hoffman, Leonore Thompson.

## Trama
Hocheimer, un ricco birraio tedesco, vuole a tutti i costi che la figlia Louise sposi un titolato anche se la ragazza è innamorata di Jack, un semplice cittadino americano. Il barbiere Herman Schmaltz viene a sapere del desiderio di Hocheimer e pensa di approfittarne quando scopre che il conte Hugo Victor von Mimmeldorf ha rinunciato al proprio titolo per unirsi a un gruppo di anarchici. Schmaltz, acconciato in modo da sembrare il conte, si presenta da Hocheimer, dove viene accolto con grandi onori. Louise, che ha sostituito la cuoca, viene ardentemente corteggiata da Schmaltz ma Jack lo fa buttare fuori da un poliziotto. Intanto il vero conte, che è stato scelto per condurre un attentato contro il ricco birraio, gli mette una bomba in soggiorno. Anne, un'altra anarchica conosciuta come la "regina dei rossi", salva Schmaltz dal sedersi sopra la sedia dov'è posizionata la bomba. Schmaltz riesce a salvare nello stesso modo Louise che sta per sedersi anche lei, liberandosi poi della bomba buttandola via. Il conte, allora, sfida a duello il barbiere ma Anne, che si è innamorata di Schmaltz, li ferma. Il birraio dà il proprio consenso alle nozze della figlia con Jack, mentre Schmaltz torna alla sua barberia insieme ad Anne, diventata sua moglie.

## Produzione
Il film fu prodotto dalla Famous Players Film Company.

## Distribuzione
Il copyright del film, richiesto dalla Famous Players Film Co., fu registrato il 23 agosto 1915 con il numero LU6144.

Distribuito dalla Paramount Pictures, il film uscì nelle sale statunitensi il 23 agosto 1915,
Non si conoscono copie ancora esistenti della pellicola che viene considerata presumibilmente perduta.